# Józef Karol Puchalski

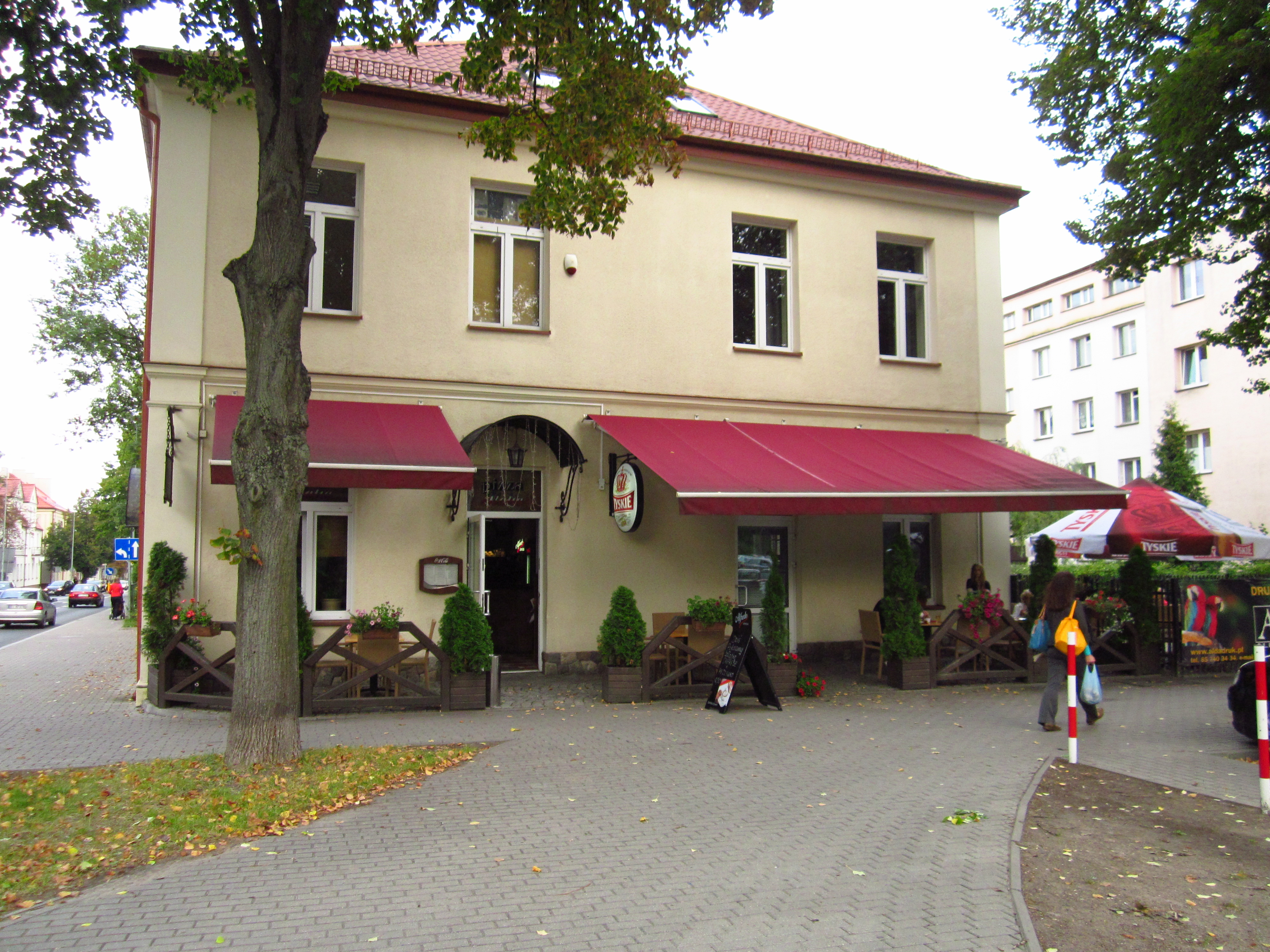
Dom Puchalskiego współcześnie

Józef Karol Puchalski (ur. 1862, zm. 1924) – radny miasta Białegostoku od końca XIX w. do połowy lat 20. Od lutego 1919 roku do momentu rozpisania wrześniowych wyborów samorządowych pełnił obowiązki prezydenta niepodległego Białegostoku.

## Życiorys
Był współtwórcą Towarzystwa Kredytowego Miasta Białegostoku oraz właścicielem dwóch kamienic. Mieszkał w kamienicy przy ul. Świętojańskiej. Zmarł nagle w 1924 roku. Został pochowany na Cmentarzu Farnym w Białymstoku.
Żona Stanisława zmarła w Kazachstanie, syn Ryszard w 1940 roku został  zamordowany w Kozielsku.